# Stefan Cebara
Stefan Cebara (Zára, 1991. április 12. –) kanadai válogatott labdarúgó.

## Mérkőzései a kanadai válogatottban
| #  | Dátum               | Ellenfél         | Eredmény | Kiírás              | Esemény |
| -- | ------------------- | ---------------- | -------- | ------------------- | ------- |
| 1. | 2013. március 22.   | Japán            | 1 – 2    | barátságos mérkőzés | 67'     |
| 2. | 2013. március 25.   | Fehéroroszország | 0 – 2    | barátságos mérkőzés | 46'     |
| 3. | 2013. szeptember 8. | Mauritánia       | 0 – 0    | barátságos mérkőzés |         |
| 4. | 2013. október 15.   | Ausztrália       | 0 – 3    | barátságos mérkőzés | 46'     |
| 5. | 2013. november 19.  | Szlovénia        | 0 – 1    | barátságos mérkőzés | 46'     |

## Sikerei, díjai
Kanada U20:
- U20-as CONCACAF-aranykupa negyeddöntős: 2011